# L'Embuscade (film, 1969)
Pour plus de détails, voir Fiche technique et Distribution.
L'Embuscade (Zaseda) est un film yougoslave réalisé par Živojin Pavlović, sorti en 1969.

## Fiche technique
- Titre original : Zaseda
- Titre français : L'Embuscade
- Réalisation : Živojin Pavlović
- Scénario : Živojin Pavlović d'après Antonije Isaković
- Pays d'origine : Yougoslavie
- Format : Noir et blanc - 35 mm - Mono
- Genre : drame, guerre
- Durée : 80 minutes
- Date de sortie : 1969

## Distribution
- Milena Dravic : Milica
- Ivica Vidović (en) : Ive 'Vrana'
- Severin Bijelić (en) : Zeka
- Slobodan Aligrudic : Jotic
- Pavle Vuisic : Staresina sela
- Dragomir Felba : Topolovacki
- Marija Milutinovic : Slavka
- Mirjana Blaskovic : Milanka
- Mirjana Nikolic : Uciteljica